# Lobelia gelida
Lobelia gelida är en klockväxtart som beskrevs av Ferdinand von Mueller. Lobelia gelida ingår i släktet lobelior, och familjen klockväxter. Inga underarter finns listade i Catalogue of Life.